# Magnetosom
Magnetosom – organellum występujące w komórkach prokariotycznych. Są to łańcuchy magnetytu (Fe3O4) otoczone błoną złożoną z fosfolipidów, białek i glikolipidów. Łańcuszki są ułożone wzdłuż osi komórki bakteryjnej dzięki czemu staje się ona dipolem i może reagować na działanie pola magnetycznego Ziemi. Mechanizm ten pozwala niektórym bakteriom występującym w morskich osadach zorientować się w przestrzeni. Są to tak zwane bakterie magnetotaktyczne i zaliczają się do nich m.in. Aquaspirillum magnetotacticum oraz Bilophococcus magnetotacticus.